# بروس لارنس
بروس بنت لارنس از سال ۱۹۷۱ استاد دانشگاه دوک بوده و صاحب‌نظر در حوزه تاریخ اسلام و تمدن اسلامی است.

## تحصیلات
لارنس فارغ‌التحصیل دانشگاه پرینستون است و دکترای خود را در دانشگاه ییل در رشته تاریخ ادیان گذرانده‌است. وی در مقطع دکتری به مباحث غرب آسیا (معروف به خاورمیانه) و آسیای جنوبی پرداخت و فرهنگ‌ها و زبان‌ها و تاریخ و اعمال مذهبی مردمانی که به عنوان مسلمان شناخته می‌شوند را مورد برری قرار داد. در عین حال نقبی هم به سنت‌های دینی غیرمسلمان آسیا، به ویژه هندوئیسم، بودیسم، سیکیسم و جینیسم زد. او این سنت‌ها را توأم با تلاقی‌های پرتلاطم اروپا و آسیا که در برخوردهای استعماری و سپس پسااستعماری شکل گرفته دنبال می‌کند.

## سیر نوشتاری
کتاب‌های اولیه لارنس به بررسی تاریخ فکری و اجتماعی مسلمانان آسیا می‌پردازد. کتاب‌هایی نظیر دیدگاه شهرستانی دربارهٔ ادیان هندی (۱۹۷۶) و در پی آن آواهای فلوتی در دوردست (۱۹۷۸)، گل سرخ و صخره (۱۹۷۹) و ابن خلدون و ایدئولوژی اسلامی (۱۹۸۴). از اواسط دهه ۱۹۸۰، او توجهش را به تعامل میان دین و ایدئولوژی معطوف کرد. او مبحث بنیادگرایی را موضوع کتاب تک‌نگاری خود تحت عنوان مدافعان خدا: شورش بنیادگرایان علیه عصر مدرن (۱۹۸۹/۱۹۹۵) قرار داد که این کتاب جوایز متعددی را تصاحب کرد. یک پژوهش موازی اما در سطحی محدودتر، موضوع آخرین کتاب تک‌نگاشت او با عنوان «شکستن اسطوره: اسلام فراتر از خشونت» (۱۹۹۸/۲۰۰۰) است. لارنس در کتابی دیگر به مسئله پیچیده کثرت‌گرایی دینی و جوامع دیاسپوریک می‌پردازد که توسط انتشارات دانشگاه کلمبیا در نوامبر ۲۰۰۲ به چاپ رسیده‌است. کتاب ادیان نوین/ ترس‌های کهن دربارهٔ ادیان آسیایی در آمریکا تمرکز ویژه‌ای به سال‌های مابعد ۱۹۶۵ و چالش‌های آداب رسوم این ادیان با هنجارها و ارزش‌های آمریکای شمالی دارد. او همچنین سه تألیف مشترک با همکاران پژوهشگر خود در «پارک پژوهشی مثلث» (RTP) دارد. نخست کتاب فراتر از ترک و هندو: رقابت با هند اسلامی که توسط پروفسور دیوید گیلمارتین از دانشگاه ایالتی کارولینای شمالی ویرایش شد و توسط انتشارات دانشگاه فلوریدا در دسامبر ۲۰۰۰ منتشر شد. دوم کتابی با پروفسور کارل ارنست از دانشگاه کارولینای شمالی تحت عنوان شهدای صوفی عاشق: اخوان چشتی در جنوب آسیا و فراتر از آن که در نوامبر ۲۰۰۲ توسط انتشارات پالگریو منتشر شد. بروس لارنس به همراه میریام کوک که همسرش و نیز همکارش در دانشگاه دوک هست و در حیطه زبان‌ها و ادبیات آسیایی و آفریقایی پژوهش می‌کند کتاب شبکه‌های ارتباطی مسلمانان: از حج تا هیپ‌هاپ را تألیف کرد. این کتاب در مارس ۲۰۰۵ توسط انتشارات دانشگاه کارولینای شمالی (UNC Press) منتشر شد.

## نشست در ایران
لارنس یک بار در سال ۱۳۷۷ به ایران سفر داشته و همچنین در سال ۱۴۰۰ سخنرانی‌ای در نشستی مجازی در دانشگاه تهران ایراد نموده است. او درباره تجربه سفر به ایران گفت: «با دو پرفسور دیگر در ایران بودیم و یکی از آن‌ها اصرار کرد که وقتمان را در تهران نگذرانیم و به اصفهان و شیراز برویم. باید بگویم، بدون قصد بی‌احترامی به اصفهان یا تهران، بهترین تجربه را در شیراز داشتیم. خاطراتی عالی از تمام سفرم دارم اما خصوصاً رفتن به مقبره سعدی و حافظ و ادای احترام به آن‌ها را در خاطر دارم. دنیای مدرن اماکن مختلفی را از بین برده است اما هنوز احساسی از یک آرامش و یک ثبات آرام و فراگیر که در شعر فارسی وجود دارد را در شیراز می‌یابید.» او همچنین درباره نادیا مفتونی که دیگر سخنران جلسه بود گفت: «نادیا، تو ابعاد جدیدی از فارابی را به من شناساندی که با آن آشنا نبودم. در نتیجه از تو سپاسگزارم که غیر از همراهی در این گفتگو، معلم من نیز بودی.»